# Municipio di Obernai
Il Municipio di Obernai (in francese hôtel de ville d'Obernai) è un edificio storico, sede municipale della città di Obernai in Alsazia, in Francia.

## Storia
L'edificio venne eretto nel 1370 come Tribunale dei Borghesi, subendo diversi rimaneggiamenti nei secoli successivi. Nel 1848 è stato ampliato in stile neorinascimentale.
L'edificio figura nell'inventario dei monumenti storici della Francia dal 3 luglio 1900.

## Descrizione
L'edificio, sviluppato su tre livelli, presenta uno stile neorinascimentale.

## Galleria d'immagini

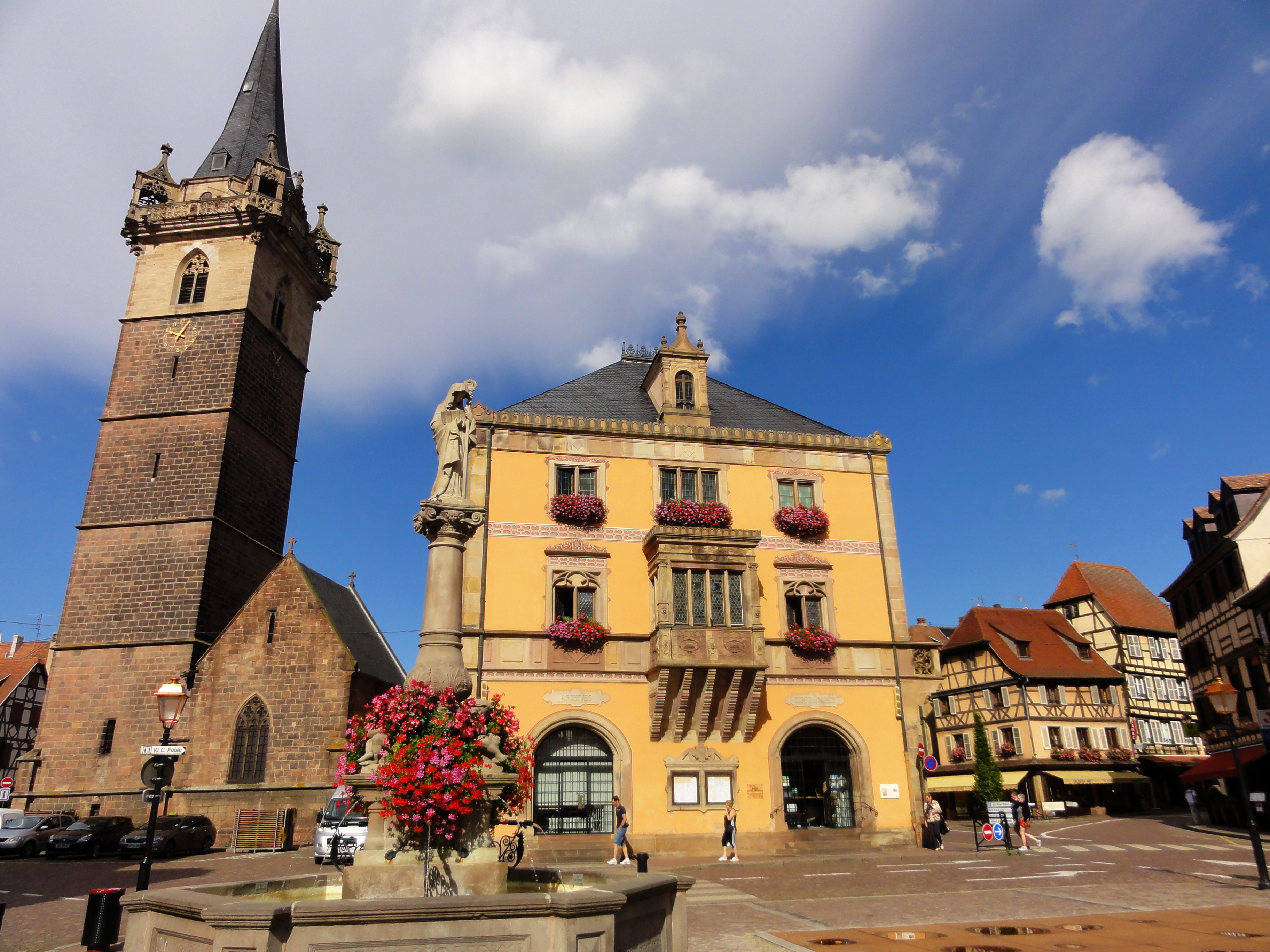
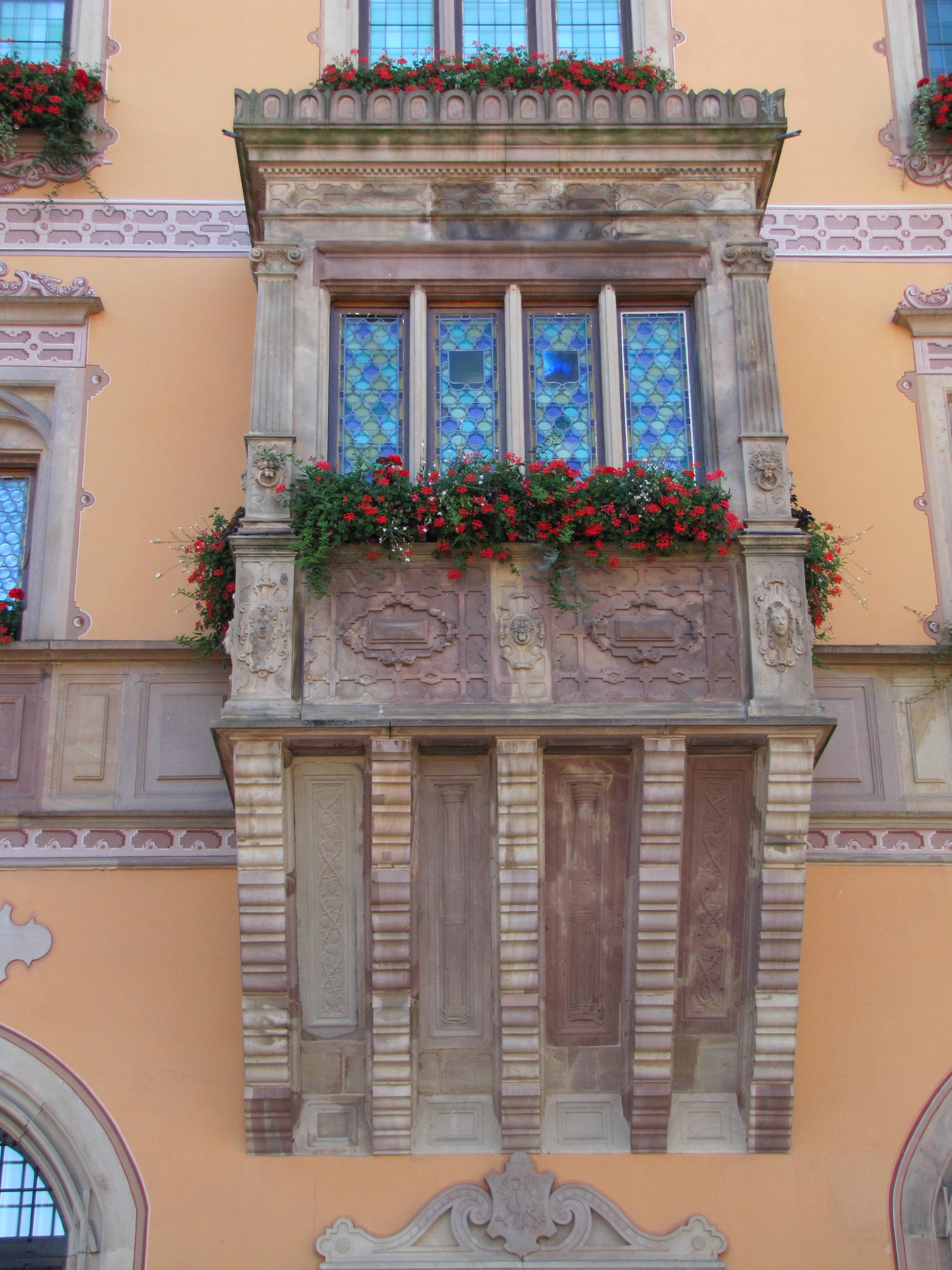
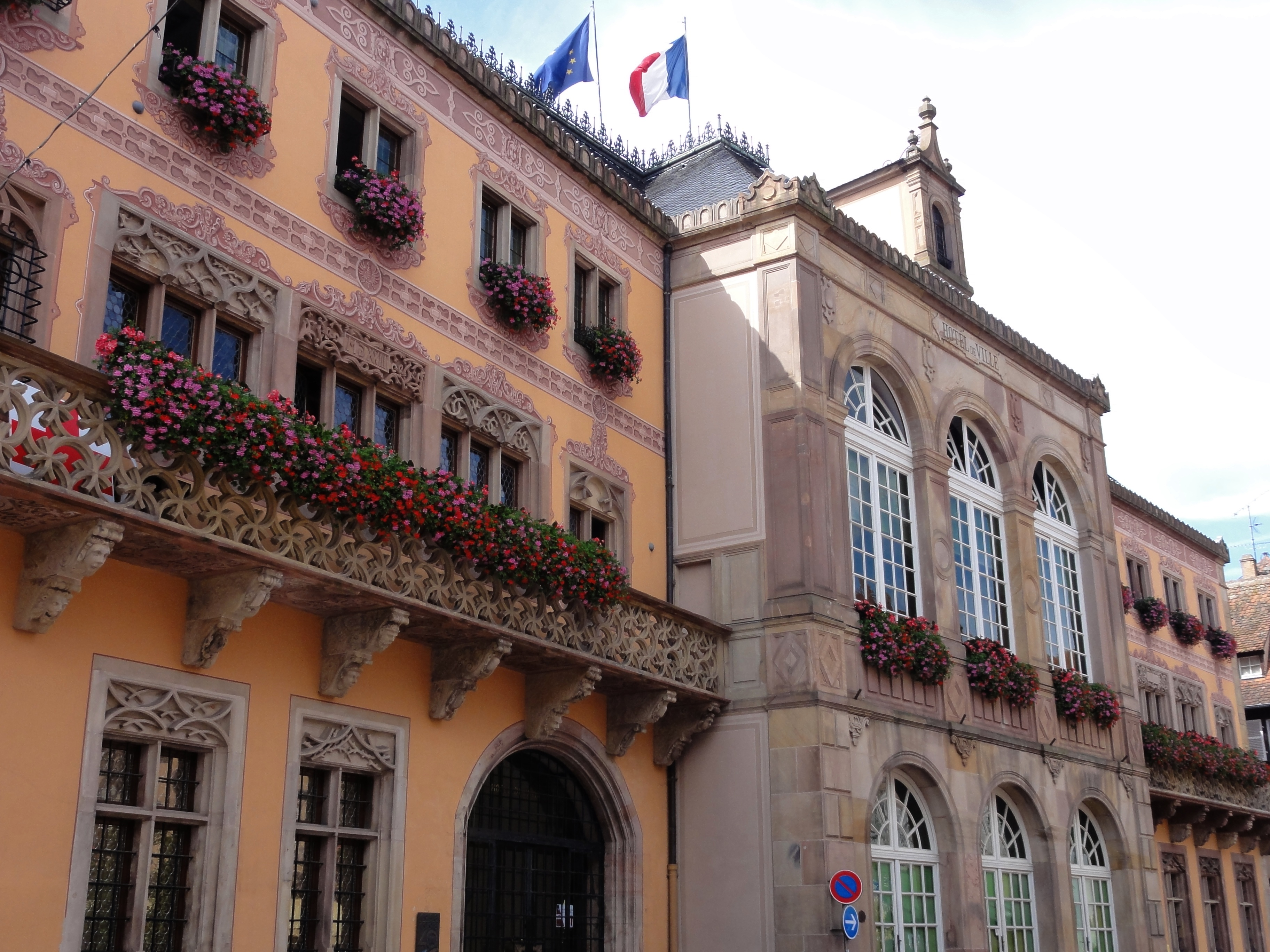